# 幾內亞伊斯蘭教
伊斯蘭教，是西非國家幾內亞最大宗教，2005年估計85%人口，7800000人是穆斯林。
幾內亞多數穆斯林是遜尼派信徒遵循馬里基派法學，但蘇非派也有很大影嚮，也有很多阿赫邁底亞教派信徒。雖然幾內亞在1891年成為法國殖民地，但政府對宗教控制不強。幾內亞獨立於1958年後，名義上是穆斯林的馬克思主義總統艾哈迈德·塞古·杜尔對伊斯蘭化灰心，在上世紀70年代他的知名度減弱，杜尔試圖增加穆斯林機構合法化他的統治，由於杜尔死於1984年，穆斯林社區和政府之間的合作繼續進行。